# Harald Ulrik Sverdrup
För andra betydelser, se Harald Ulrik Sverdrup (olika betydelser).
Harald Ulrik Sverdrup, född 15 november 1888 i Sogndal, död 21 augusti 1957, var en norsk meteorolog, oceanograf och polarforskare, son till Edvard Sverdrup, sonson till Harald Ulrik Sverdrup.
Sverdrup blev student 1906, candidatus realium 1914, doctor philosophiæ vid Kristiania universitet 1917. Han var från 1913 assistent hos professor Vilhelm Bjerknes i Leipzig, deltog i Roald Amundsens expedition med "Maud" 1918–1925, intill 1922 som vetenskaplig ledare, och efterträdde därefter, tillsammans med kapten Oscar Wisting, Amundsen som expeditionens ledare.
Under den långa vistelsen vid Sibiriens nordkust och på isen norr om denna företogs under Sverdrups ledning en rad mycket viktiga undersökningar av meteorologisk och oceanografisk art. Vintern 1919–1920 tillbringade han bland de så kallade rentjuktjerna i det nordöstra Sibirien för att studera deras språk och seder. Efter sin hemkomst publicerade han Tre aar i isen med "Maud" (1926), ett även i stilistiskt avseende utmärkt arbete. Han skrev även avsnittet Blandt rentsjuksjere og lamuter i Amundsens verk "Nordostpassagen" (1921). År 1934 företog han en expedition till Svalbard tillsammans med Hans W:son Ahlmann.
Sverdrup blev professor i geofysik vid Bergens Museum 1926. Han var chef för Scripps Institution of Oceanography i La Jolla, Kalifornien, 1935–1948 och chef för Norsk Polarinstitutt från 1948, tillika professor i geofysik vid universitetet i Oslo från 1949. På oceanografins område författade han (tillsammans med Martin W. Johnson och Richard H. Fleming) standardverket The Oceans, their Physics, Chemistry and General Biology (1942).